# Hymenophyllum marlothii
Hymenophyllum marlothii là một loài dương xỉ trong họ Hymenophyllaceae. Loài này được Brause mô tả khoa học đầu tiên.